# Franziska Hildebrand
Franziska Hildebrand (Halle, 24 maart 1987) is een voormalig Duits biatlete. Ze vertegenwoordigde haar vaderland op de Olympische Winterspelen 2014 in Sotsji en de Olympische Winterspelen 2018 in Pyeongchang. Ze is de tweelingzus van voormalig Duits biatlete Stefanie Hildebrand.

## Carrière
Hildebrand maakte haar wereldbekerdebuut in december 2011. Ze won enkele wereldbekerwedstrijden in de 4×6 km estafette. In 2014 nam Hildebrand een eerste keer deel aan de olympische winterspelen. Ze eindigde 28e in de massastart en 38e op het individuele nummer. Met haar landgenotes werd ze 11e op de estafette.  Op de Wereldkampioenschappen biatlon 2015 in Kontiolahti behaalde Hildebrand samen met Franziska Preuß, Vanessa Hinz en Laura Dahlmeier de wereldtitel op het estafettenummer. Op 11 december 2015 behaalde ze haar eerste overwinning in een wereldbekerwedstrijd door winst op de 7,5 km sprint in Hochfilzen. Een kleine maand later behaalde ze haar tweede, en laatste wereldbeker zege in de 7,5 km sprint van Ruhpolding. Mede Dankzij deze zeges behaalde ze een 5e plaats in de eindstand van de wereldbeker van het seizoen 2015/2016.
Op de wereldkampioenschappen biatlon 2017 in Hochfilzen behaalde ze haar tweede wereldtitel op de 4×6 km estafette, dit keer samen met Vanessa Hinz, Maren  Hammerschmidt en Laura Dahlmeier. 
Hildebrand maakte bekend dat ze zou stoppen na het seizoen 2021/2022. Haar laatste wedstrijd op wereldbeker niveau was de 12,5 km massastart op 20 maart 2022 in Oslo Holmenkollen.

## Resultaten

### Olympische Winterspelen
| Jaar | Plaats      | Onderdeel   | Onderdeel | Onderdeel     | Onderdeel  | Onderdeel | Onderdeel          |
| Jaar | Plaats      | Individueel | Sprint    | Achtervolging | Massastart | Estafette | Gemengde estafette |
| ---- | ----------- | ----------- | --------- | ------------- | ---------- | --------- | ------------------ |
| 2014 | Sotsji      | 38e         | –         | –             | 28e        | 11e       | –                  |
| 2018 | Pyeongchang | 9e          | 12e       | 12e           | –          | 8e        | –                  |

### Wereldkampioenschappen
| Jaar | Plaats            | Onderdeel   | Onderdeel | Onderdeel     | Onderdeel  | Onderdeel | Onderdeel          | Onderdeel                 |
| Jaar | Plaats            | Individueel | Sprint    | Achtervolging | Massastart | Estafette | Gemengde estafette | Single gemengde estafette |
| ---- | ----------------- | ----------- | --------- | ------------- | ---------- | --------- | ------------------ | ------------------------- |
| 2012 | Ruhpolding        | –           | 29e       | 47e           | –          | –         | –                  |                           |
| 2013 | Nové Město        | 51e         | 13e       | 17e           | 22e        | 5e        | –                  |                           |
| 2015 | Kontiolahti       | 10e         | 10e       | 6e            | 6e         | Goud      | –                  |                           |
| 2016 | Oslo Holmenkollen | 6e          | 10e       | 4e            | 14e        | Brons     | Zilver             |                           |
| 2017 | Hochfilzen        | 31e         | 19e       | 28e           | 27e        | Goud      | –                  |                           |
| 2019 | Östersund         | 31e         | 40e       | 22e           | 21e        | 4e        | –                  | –                         |

### Wereldkampioenschappen junioren
| Jaar | Plaats       | Onderdeel   | Onderdeel | Onderdeel     | Onderdeel |
| Jaar | Plaats       | Individueel | Sprint    | Achtervolging | Estafette |
| ---- | ------------ | ----------- | --------- | ------------- | --------- |
| 2006 | Presque Isle | DSQ         | 10e       | 7e            | –         |
| 2007 | Martell      | 6e          | 22e       | 14e           | Goud      |
| 2008 | Ruhpolding   | 11e         | 19e       | 17e           | Goud      |

### Wereldbeker
Eindklasseringen
| Seizoen   | Algemeen | Individueel | Sprint | Achtervolging | Massastart |
| --------- | -------- | ----------- | ------ | ------------- | ---------- |
| 2011/2012 | 23e      | 15e         | 29e    | 31e           | 20e        |
| 2012/2013 | 27e      | 26e         | 29e    | 24e           | 30e        |
| 2013/2014 | 14e      | 5e          | 20e    | 21e           | 14e        |
| 2014/2015 | 6e       | 4e          | 7e     | 6e            | 8e         |
| 2015/2016 | 5e       | 4e          | 6e     | 6e            | 5e         |
| 2016/2017 | 9e       | 16e         | 9e     | 10e           | 9e         |
| 2017/2018 | 9e       | 10e         | 6e     | 19e           | 10e        |
| 2018/2019 | 16e      | 10e         | 19e    | 8e            | 25e        |
| 2019/2020 | 86e      | –           | –      | 67e           | –          |
| 2021/2022 | 24e      | 28e         | 32e    | 20e           | 24e        |

Wereldbekerzeges
| Nr.         | Datum            | Plaats                  | Onderdeel          |
| Individueel | Individueel      | Individueel             | Individueel        |
| ----------- | ---------------- | ----------------------- | ------------------ |
| 1.          | 11 december 2015 | Hochfilzen              | 7,5 km sprint      |
| 2.          | 8 januari 2016   | Ruhpolding              | 7,5 km sprint      |
| Estafettes  |                  |                         |                    |
| 1.          | 20 januari 2013  | Antholz                 | 4x6 km estafette   |
| 2.          | 12 december 2013 | Annecy-Le Grand-Bornand | 4x6 km estafette   |
| 3.          | 8 januari 2014   | Ruhpolding              | 4x6 km estafette   |
| 4.          | 13 december 2014 | Hochfilzen              | 4x6 km estafette   |
| 5.          | 25 januari 2015  | Antholz                 | 4x6 km estafette   |
| 6.          | 13 maart 2015    | Kontiolahti (WK)        | 4x6 km estafette   |
| 7.          | 7 februari 2016  | Canmore                 | Gemengde estafette |
| 8.          | 11 december 2016 | Pokljuka                | 4x6 km estafette   |
| 9.          | 22 januari 2017  | Antholz                 | 4x6 km estafette   |
| 10.         | 17 februari 2017 | Hochfilzen (WK)         | 4x6 km estafette   |
| 11.         | 5 maart 2017     | Pyeongchang             | 4x6 km estafette   |
| 12.         | 10 december 2017 | Hochfilzen              | 4x6 km estafette   |
| 13.         | 13 januari 2018  | Ruhpolding              | 4x6 km estafette   |
| 14.         | 8 februari 2019  | Canmore                 | Gemengde estafette |